# Niso attilioi
Niso attilioi är en snäckart som först beskrevs av C. M. Hertz och J. Hertz 1982.  Niso attilioi ingår i släktet Niso och familjen Eulimidae. Inga underarter finns listade i Catalogue of Life.